# Sauteyrargues
Sauteyrargues település Franciaországban, Hérault megyében. Lakosainak száma 435 fő (2022. január 1.). Sauteyrargues Corconne, Claret, Fontanès, Lauret, Vacquières és Valflaunès községekkel határos.

## Népesség
A település népessége az elmúlt években az alábbi módon változott:
| Lakosok száma | 87   | 133  | 187  | 316  | 393  | 400  | 410  | 426  | 428  | 435  |
|               | 1968 | 1982 | 1990 | 2006 | 2013 | 2015 | 2017 | 2019 | 2020 | 2022 |